# Kał krowi

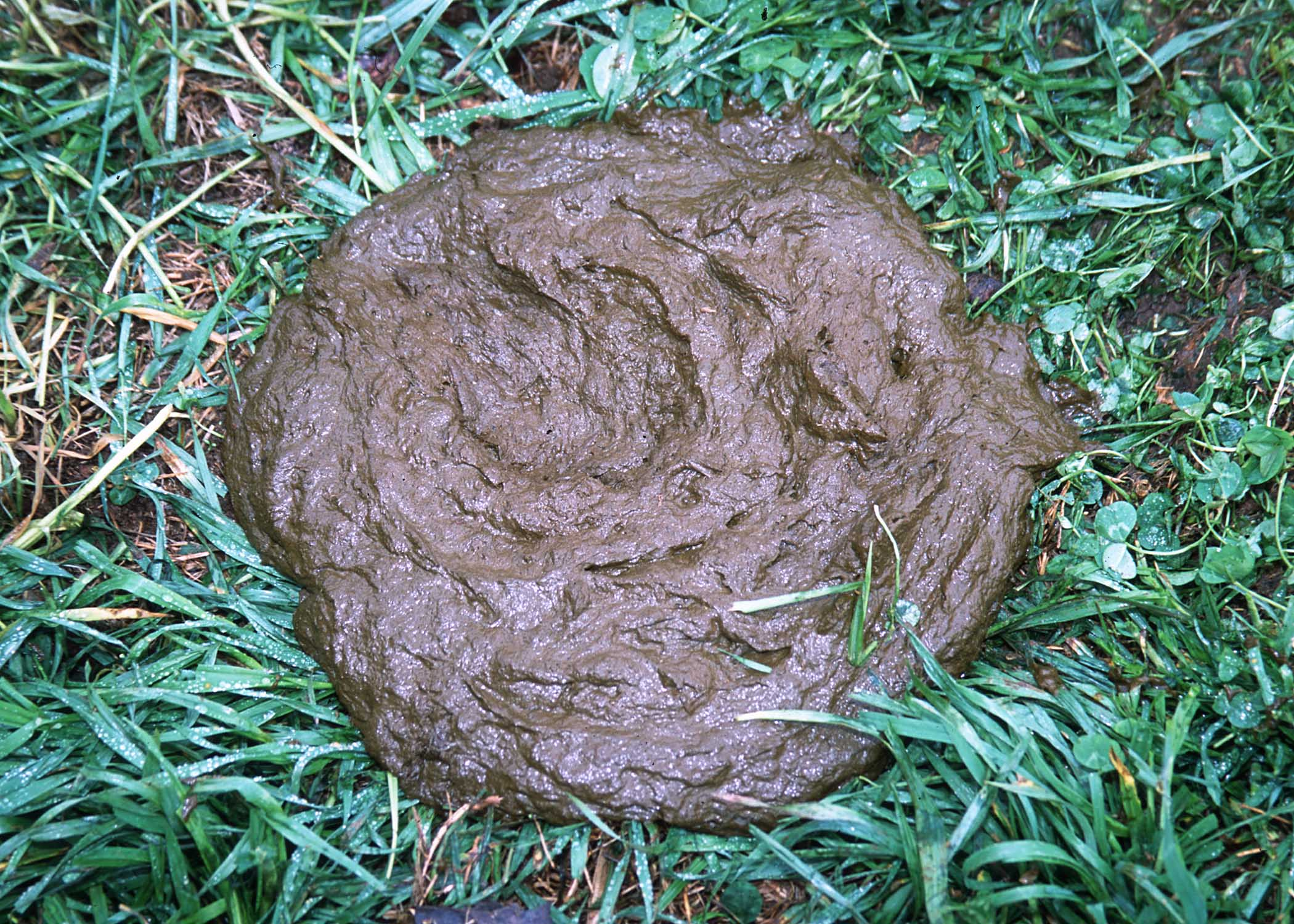
Świeże odchody krowie

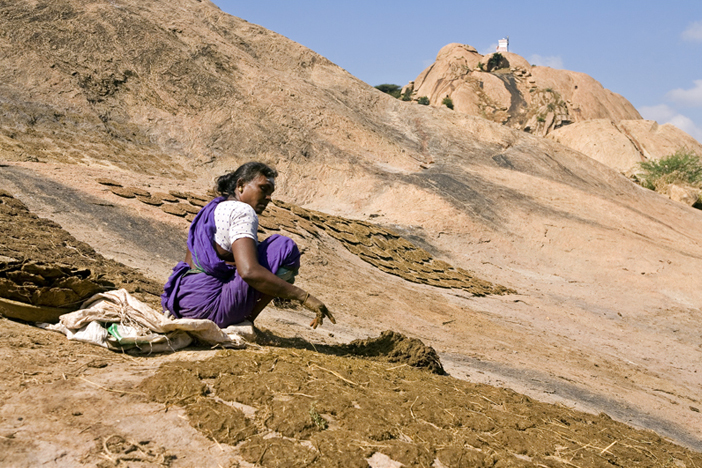
Kał krowi podczas suszenia celem wykorzystania jako materiał opałowy w Indiach

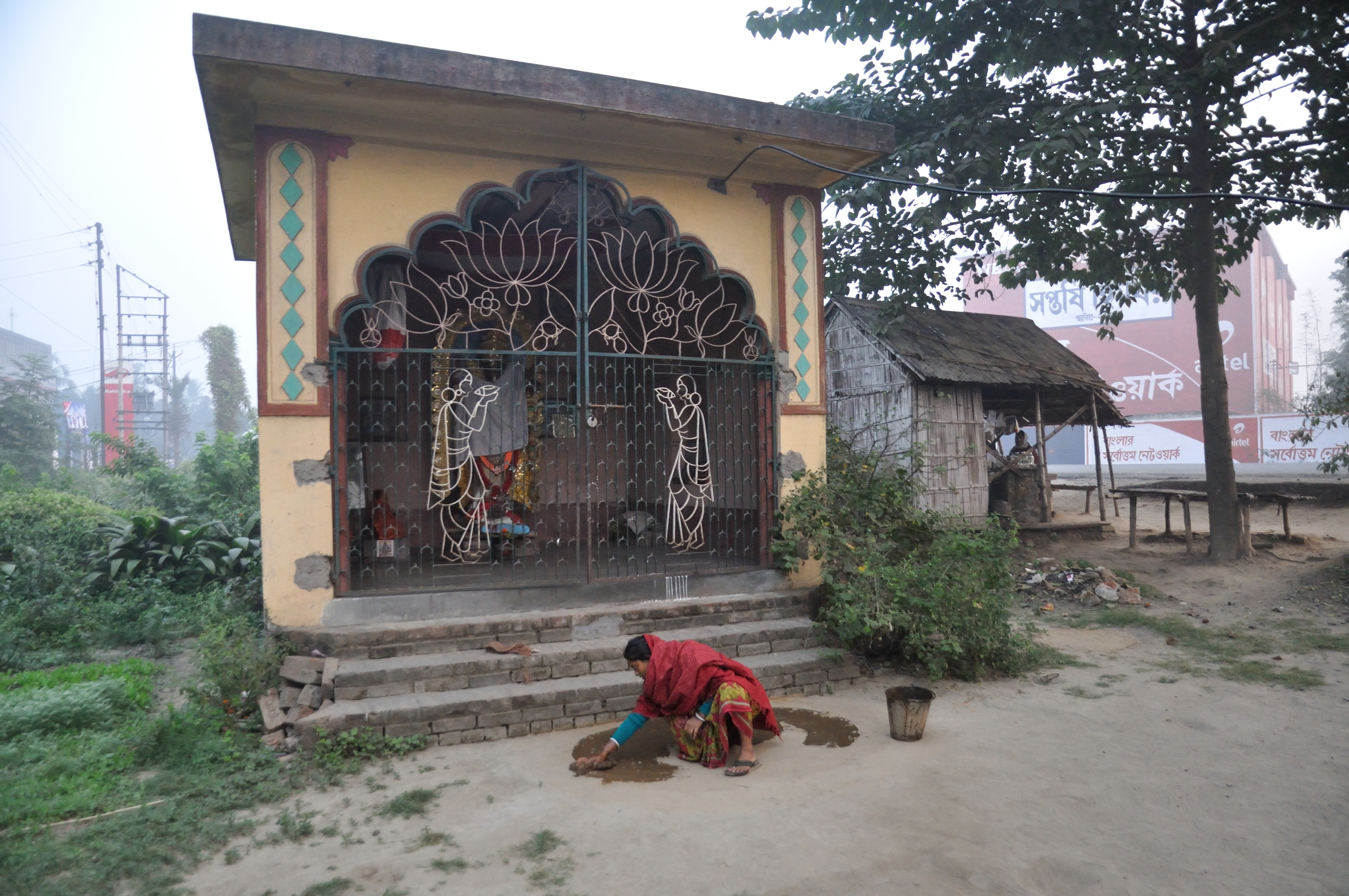
Bengalka układa warstwę krowieńca podczas przygotowań do listopadowego święta

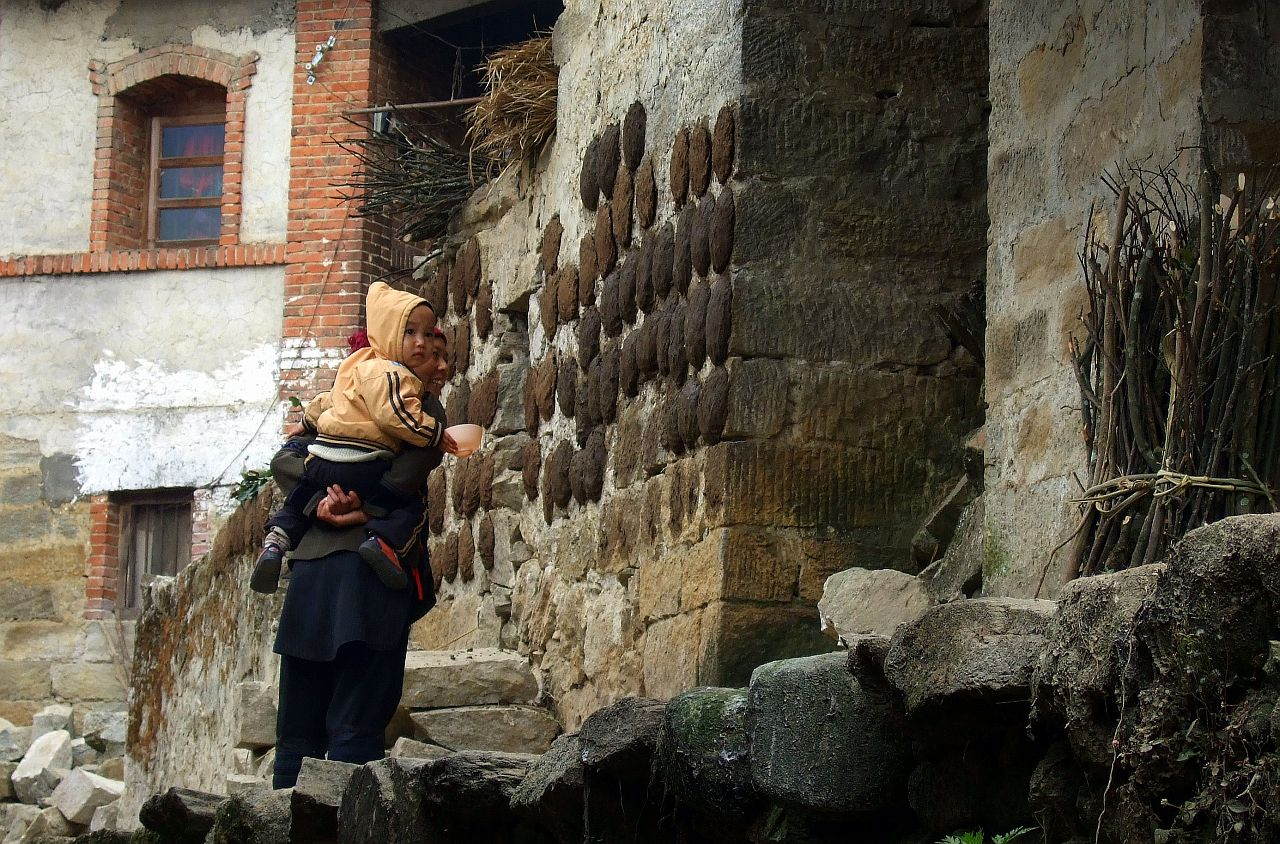
Krowi kał suszony na ścianie w powiecie Yuanyang w prowincji Yunnan (Chiny)

Kał krowi – kał usuwany w akcie wypróżnienia przez bydło domowe. 
Bezpośrednio po wypróżnieniu odchody bydła mają jasny kolor. Z czasem powierzchnia ciemnieje, następnie przechodzi w kolor brunatny, by po całkowitym wyschnięciu uzyskać kolor szary. Na pastwisku miejsca po odchodach bydlęcych, widoczne są jako kępy intensywnie zielonej, dobrze wyrośniętej i niewypasanej przez bydło trawy, otaczające mały skrawek ziemi początkowo nieporośnięty trawą.

## Wykorzystanie i zastosowanie
Odchody bydła domowego są używane przede wszystkim jako główny składnik nawozów naturalnych. W wielu częściach Afryki odchodów bydła używa się jako paliwa do gotowania. W niektórych bardzo biednych i gęsto zaludnionych obszarach świata ze względu na brak drewna opałowego, odchody bydła domowego są jedynym tanim i ogólnodostępnym paliwem, wykorzystywanym w gospodarstwach domowych.
Odchody krowie rozrzucane są czasami na powale lub ścianach ze względu na to, że zapach działa odstraszająco na insekty; są używane do produkcji środków przeciw komarom. Używane jako wypełniacz, mają własności ocieplające. Odchody krowie były używane przez hinduskich kolejarzy do uszczelniania lokomotyw parowych.
W krajach rozwiniętych w procesie fermentacji odchodów otrzymuje się biogaz i elektryczność. Odchody bydła są trzymane w wielkich zbiornikach, gdzie fermentują bez dostępu tlenu w temperaturze około 40 °C, dzięki czemu rozkładają je bakterie beztlenowe. Uzyskany gaz zawiera około 65% metanu.
W Indiach nawóz krowi nazywany jest gobar. W gorącym klimacie, typowym np. dla Indii, odchody krowie szybko wysychają i nie wydzielają charakterystycznego zapachu. Odchody krowie są bogate w substancje mineralne, co jest typowe dla zwierząt roślinożernych. Współcześnie na terenach bezleśnych i wysokogórskich nawóz bydlęcy nadal stanowi paliwo podstawowe w ognisku kuchennym domów wiejskich. Wysuszony kał bydła gromadzą przez okres letni np. górale Bodho z Spiti. Natomiast pozyskany z zagród w okresie zimowym jest zużywany do wiosennego nawożenia pól uprawnych.
Spalanie krowich odchodów na masową skalę jest w Indiach źródłem pozyskiwania elektryczności. Wyschnięte stosowane są również jako paliwo w ogniskach i piecach. Ilość paliwa tego typu, spalanego na wsiach indyjskich, oszacowano dla lat 60. na poziomie 225 mln ton rocznie. Stanowiło to ówcześnie połowę ilości tego surowca.
W Indiach kał krowi mieszany z gliną służył jako materiał w budownictwie.

## Znaczenie w kulcie hinduistycznym
- Stosunek do krowiego kału jest elementem hinduizmu ściśle powiązanym z szacunkiem, jakim hindusi otaczają krowy (patrz: święta krowa). Odchody bydła pełnią rolę ceremonialną w hinduizmie.
- O krowieńcu mówi się w wierzeniach hinduistycznych, że zapewnia płodność[6].
- Rozwodnione odchody krowie służą jako środek czyszczący, np. do metalowych przedmiotów liturgicznych, do sprzątania świątyń itp.
- Zastosowania w kulcie opisuje między innymi księga Manusmryti. Przykładowo Lekcja 3. Domowe ofiary rytu zadusznego w strofie 205 poleca odszukać miejsce nachylone ku rzece po stronie południowej i wysmarować je krowim kałem, zanim przystąpi się do ofiar dla dew i przodków[7].
- Krowie łajno jest wymienione w Pańćagawja pośród czterech innych „krowich” składników (mleka, jogurtu, ghi i krowiej uryny), jako konieczne do poprawnego przeprowadzania ceremonii wedyjskich. W tym kontekście traktowane jest wyjątkowo, gdyż każde inne odchody (w tym i ludzkie) uważane są przez hindusów za rytualnie nieczyste i po każdym z nimi zetknięciu, czy nawet przebywaniu w toalecie, bramin musi wziąć kąpiel i przeprowadzić aćamana – rytuał oczyszczenia. Współcześnie nadal bardzo rozpowszechniony jest wśród hindusów pogląd o magicznej mocy[8] tych pięciu krowich produktów.
- Podczas przygotowań do święta Gowardhanapudźa, obchodzonego na pamiątkę podniesienia przez Krysznę wzgórza Gowardana i uchronienia w ten sposób pasterzy przed gniewem Indry i zesłanym przez niego ulewnym deszczem, ludność Wrajy tworzy model wzgórza Gowardana z krowiego kału. Wokół wyobrażenia góry rozlokowuje się maleńkie porcje krowieńca, symbolizujące krowy i pasterzy. Wieczorem w dniu święta przed modelem góry składa się ofiary, prowadzi śpiewy i tańce ku czci Pana Góry, utożsamianego z Kryszną[6].

Podobnie w wyjątkowy sposób hinduiści traktują konchę, uważając jednocześnie inne rodzaje muszli za nieczyste.

## Fermentacja jelitowa – produkcja metanu przez bydło domowe
Wyziewy są też ważnym elementem cyklu ekologicznego. W przewodzie pokarmowym bydła oraz w zbiornikach gnojowicy zachodzi fermentacja beztlenowa (anaerobowa), w wyniku której powstaje metan. Jest on wytwarzany w znacznych ilościach – jedno zwierzę produkuje około 280 litrów tego gazu dziennie i trudno jest ten gaz zgromadzić. Wszystkie zwierzęta domowe produkują około 80 mln ton metanu rocznie, co stanowi około 22% całej antropogenicznej emisji metanu na świecie.

## Literatura przedmiotu
- Krowy. W: Louis Frédéric: Słownik cywilizacji indyjskiej. Przemysław Piekarski (red.nauk.). Wyd. 1. T. 1. Katowice: Wydawnictwo "Książnica", 1998, s. 456. ISBN 83-7132-369-7.
- Pańćgawja. W: Louis Frédéric: Słownik cywilizacji indyjskiej. Przemysław Piekarski (red. nauk.). Wyd. 1. T. 2. Katowice: Wydawnictwo "Książnica", 1998, s. 117. ISBN 83-7132-370-0.